# Harri Holkeri
Harri Hermanni Holkeri, född 6 januari 1937 i Oripää, död 7 augusti 2011 i Helsingfors, var en finländsk politiker (Samlingspartiet). Han var statsminister 1987–1991, talman i FN:s generalförsamling 2000–2001, FN:s sändebud i Kosovo 2003–2004.
Harri Holkeri, tidigare partiledare och direktör vid Finlands Bank, fördes fram som Samlingspartiets statsminister efter riksdagsvalet 1987. Holkeris regering avslutade partiets oppositionsperiod sedan år 1966, som bland annat anses ha dikterats av Finlands känsliga grannförhållande till Sovjetunionen. Samlingspartiet nominerade Holkeri som partiets kandidat i 1982 och 1988 års presidentval.
År 1991 led Holkeris parti ett nederlag i riksdagsvalet och Centerns Esko Aho tillträdde som ny statsminister. Holkeri avled den 7 augusti 2011, efter en längre tids sjukdom. Den 27 augusti fick han statsbegravning.

## Internationella uppdrag
- 1995–1998 medlem av en internationell grupp tillsatt för att samla in illegala vapen i Nordirland.
- 2000–2001 talman i FN:s generalförsamling.
- 2003–2004 chef för FN:s mission i Kosovo (UNMIK), men avbröt uppdraget av hälsoskäl efter åtta månader.

## Utmärkelser
- 1998 Statsråd (i Finland en hederstitel på livstid)
- 1999 Hederskommendör av Imperieorden, första klassen, Storbritannien